# Winter-Asienspiele 2025/Eiskunstlauf
Bei den IX. Winter-Asienspielen wurden zwischen dem 12. und 14. Februar 2025 insgesamt vier Wettkämpfe im Eiskunstlauf ausgetragen. Austragungsort war die Heilongjiang Ice Events Training Centre Multifunctional Hall.

## Bilanz

### Medaillenspiegel
| Platz  | Land                | Gold | Silber | Bronze | Gesamt |
| ------ | ------------------- | ---- | ------ | ------ | ------ |
| 1      | Südkorea            | 2    | –      | –      | 2      |
| 2      | Japan               | 1    | 2      | 3      | 6      |
| 3      | Usbekistan          | 1    | –      | –      | 1      |
| 4      | Nordkorea           | –    | 1      | –      | 1      |
| 4      | Volksrepublik China | –    | 1      | –      | 1      |
| 6      | Kasachstan          | –    | –      | 1      | 1      |
| Gesamt | Gesamt              | 4    | 4      | 4      | 12     |

### Medaillengewinner
| Disziplin | Gold                                         | Silber                                    | Bronze                               |
| --------- | -------------------------------------------- | ----------------------------------------- | ------------------------------------ |
| Männer    |                                              |                                           |                                      |
| Einzel    | Cha Jun-hwan                                 | Yūma Kagiyama                             | Michail Schaidorow                   |
| Frauen    |                                              |                                           |                                      |
| Einzel    | Kim Chae-yeon                                | Kaori Sakamoto                            | Hana Yoshida                         |
| Mixed     |                                              |                                           |                                      |
| Paarlauf  | UsbekistanEkaterina Geynish Dmitrii Chigirev | NordkoreaRyom Tae-ok Han Kum-chol         | JapanYuna Nagaoka Somitada Moriguchi |
| Eistanz   | JapanUtana Yoshida Masaya Morita             | Volksrepublik ChinaRen Junfei Xin Jianing | JapanAzusa Tanaka Shingo Nishiyama   |